# محوطه پیش از تاریخ کوه گردک
محوطه پیش از تاریخ کوه گردک مربوط به ۱۵۰۰ سال قبل از میلاد است و در شهرستان گرمسار، بخش ایوانکی، منتهی‌الیه دامنه شمالی ارتفاعات جنوبی ایوانکی، ۳۲۰۰ متری غرب سردره واقع شده و این اثر در تاریخ ۲۶ اسفند ۱۳۸۷ با شمارهٔ ثبت ۲۶۱۳۶ به‌عنوان یکی از آثار ملی ایران به ثبت رسیده است.